# Vertraulichkeit
Vertraulichkeit ist die Eigenschaft einer Nachricht, nur für einen beschränkten Empfängerkreis vorgesehen zu sein. Weitergabe und Veröffentlichung sind nicht erwünscht. Vertraulichkeit wird durch Rechtsnormen geschützt, sie kann auch durch technische Mittel gefördert oder erzwungen werden.

## Rechtsnormen zum Schutz von Vertraulichkeit
In Deutschland wird Vertraulichkeit durch mehrere Rechtsnormen geschützt.
- Nicht öffentliche Äußerungen dürfen ohne Einverständnis des Sprechers nicht aufgezeichnet werden (siehe ausführlich Verletzung der Vertraulichkeit des Wortes). Das unbefugte Aufnehmen und Weitergeben dieser Äußerungen ist im § 201 StGB geregelt und demnach strafbar.[1]
- Die Vertraulichkeit von schriftlichen Nachrichten ist durch das Briefgeheimnis geschützt, wie beispielsweise bei Telegrammen oder (nicht verschlossenen) Briefen. Telefongespräche und elektronische Übermittlungen unterliegen dem Fernmeldegeheimnis. Päckchen, Briefe und Pakete werden vom Postgeheimnis geschützt.[2] Das Brief-, Fernmelde- und Postgeheimnis sind in Artikel 10 des Grundgesetzes verankert und unverletzlich. Nur in bestimmten Ausnahmefällen dürfen Richter oder Polizisten, Post oder elektronische Nachrichten des Besitzers lesen und abhören.[3]
- Dagegen ist einfaches „Weitererzählen“ einer Nachricht nur in klar geregelten Ausnahmefällen, etwa wenn es sich um Staats- oder Geschäftsgeheimnisse handelt, verboten. Dann liegt unter Umständen ein Geheimnisverrat vor. Weiterhin ist die Kommunikation mit den Angehörigen bestimmter Berufsgruppen besonders geschützt. So gibt es für das Gespräch zwischen Arzt und Patient die ärztliche Schweigepflicht, für Gespräche mit Geistlichen das Beichtgeheimnis, sowie weitere Regelungen für Rechtsanwälte, Journalisten und Banken, für Mediatoren und andere Beteiligte einer Mediation und einige mehr (siehe ausführlich Verschwiegenheitspflicht).

Im privatwirtschaftlichen Umfeld ist es üblich, wenn die gesetzlichen Regelungen zum Geheimnisverrat als nicht ausreichend betrachtet werden, sogenannte Geheimhaltungsvereinbarungen abzuschließen. Diese Vereinbarungen regeln Schadensersatzzahlungen für den Fall eines Bruches der Vertraulichkeit.

## Technische Aspekte zum Schutz der Vertraulichkeit
Vertraulichkeit ist eines der drei wichtigsten Sachziele in der Informationssicherheit. Sie wird definiert als „der Schutz vor unbefugter Preisgabe von Informationen“. Verschlüsselung unterstützt dieses Ziel. Komplexere Ansätze sind unter der Bezeichnung Digitale Rechteverwaltung bekannt. Sowohl bei der Speicherung, als auch bei der Übertragung von Daten, müssen sie sehr vertraulich behandelt werden. Das heißt, sie dürfen nur von autorisierten Personen eingesehen und erhalten werden.
Die weiteren zwei zugehörigen Ziele der Informationssicherheit sind Integrität und Verfügbarkeit. Zusammen mit der Vertraulichkeit ergeben die drei Ziele das CIA-Dreieck. Die Integrität von Daten und Informationen erfordert, dass die Funktionsweise von Daten des aufbereitenden Systems richtig sind. Alle Änderungen der Daten und Informationen müssen nachvollziehbar sein. Die Verfügbarkeit bedeutet, dass alle hierzu bezogenen Systeme und Daten dann nutzbar sein müssen, wenn eine autorisierte Person damit arbeiten möchte.
Auch dann, wenn Maßnahmen zum Einsatz kommen, die die Vertraulichkeit gewährleisten oder zu ihr beitragen sollen (wie etwa Verschlüsselung), ist es möglich, dass ein sog. verdeckter Kanal entsteht. Ein verdeckter Kanal ist ein nicht Policy-konformer Kommunikationskanal, der vertrauliche Daten an einen unberechtigten Empfänger übertragen kann. Seitenkanäle sind ein Teilgebiet der verdeckten Kanäle.
Weitere technische und organisatorische Maßnahmen (TOMs) zum Schutz der Vertraulichkeit sind beispielsweise:
- die Verschlüsselung von Daten, sodass nur autorisierte Personen Zugriff  auf sie haben
- das Sicherstellen von kontinuierlicher Vertraulichkeit, Integrität, Verfügbarkeit und Zuverlässigkeit beim Prozess der Datenverarbeitung
- die Garantie, dass personenbezogene Daten und deren Zugang bei technischen und physischen Zwischenfällen schnell wiederhergestellt werden
- die regelmäßige Überprüfung, Bewertung und Evaluierung technischer und organisatorischer Maßnahmen für die Datenverarbeitungssicherheit[6]

## Strafverfolgung: Zeugen
Die deutschen Staatsanwaltschaften können Zeugen Vertraulichkeit zusichern, um diese zum Beispiel vor Repressionen zu schützen, siehe Kronzeuge.
In Strafverfolgungsprozessen ist die Vertraulichkeit von großer Wichtigkeit. Sie garantiert die Integrität des Verfahrens und die Sicherheit aller Beteiligten im Prozess. Zudem wird sie unterstützt durch die Geheimhaltung persönlicher Daten und Informationen, wie beispielsweise die Möglichkeit eine alternative Wohnadresse anzugeben, um den Zeugen und die Angehörigen zu schützen. Somit wird das Wohlergehen der Zeugen und die Zuverlässigkeit des Strafverfolgungsprozesses gesichert.